# Alina Devecerski
Alina Natalie Devecerski (ur. 27 marca 1983 roku w Sundbybergu) – szwedzka piosenkarka. Alina zaczęła śpiewać w girlsbandzie mając 19 lat. W 2012 roku został wydany jej debiutancki singel "Jag svär". Następny singel "Flytta på dej!" dotarł do pierwszego miejsca list przebojów w Szwecji, Norwegii oraz Danii. 19 listopada tego samego roku ma zostać wydany debiutancki album wokalistki, zatytułowany Marathon.

## Dyskografia

### Albumy studyjne
| 2012                                    | Marathon - Wydany: 29 listopada 2012 - Wytwórnia: EMI - Format: CD, digital download | — | — | 47 |
| "—" oznacza, że album nie był notowany. |                                                                                      |   |   |    |

### Single
| 2012                                                     | „Jag svär”                 | — | — | — | Marathon |
| 2012                                                     | „Flytta på dej!”           | 1 | 1 | 1 | Marathon |
| 2012                                                     | „Ikväll skiter jag a allt” | — | — | — | Marathon |
| „—” oznacza, że singel nie był notowany na danej liście. |                            |   |   |   |          |